# Virjinia Glück
Virjinia Glück —también escrito Virginia Glück o Virȷ̈inia Glück— (Madrid, 1977) es una cantante española de música pop y experimental. Compone sus propios temas, música y letra. Artista multidisciplinar, se ha visto interesada también por la danza, interpretación, pintura, escultura y fotografía; siendo sin duda la música el terreno en el que más destaca.

## Ballet
Atraída por el arte en general, fue el ballet su primera vocación artística.
Comenzó a estudiar ballet y con 14 años se examinó de todos los cursos en un solo año para obtener el título de Ballet Clásico por el Conservatorio de Madrid.
Estudió además en las escuelas de Víctor Ullate y Carmen Roche.
Con 15 años participó en el XV Concurso Internacional de Jóvenes Bailarines de Lausana (Suiza) y poco después consigue entrar en el Ballet de la Ópera de París, siendo una de las primeras españolas en lograrlo junto a María Luisa Martínez. Obtuvo otras becas en Bruselas, Copenhague y Londres.

## Música
Hija del director de orquesta y teclista del grupo Los Bravos Jesús Glück, Virginia aprendió, de la mano de su padre, con sólo 7 años, los primeros acordes en el piano, instrumento del que quedó prendada y fue aprendiendo de forma autodidacta.
A los 18 años, tras dedicarse a la danza, se planteó seriamente una idea que rondaba su cabeza: desarrollar una forma de expresión artística más amplia, que aunase el poder del gesto con la fuerza de la palabra. Decidió dejar el ballet para dedicarse a escribir canciones que contasen mucho en poco espacio y poder interpretarlas cantando y bailando a la vez. Virjinia las denomina “histerias”.

### Entre ánimas
Tras 5 años de trabajo y crecimiento de sus “histerias”, reúne unas 50 de las que se extraen 11 para grabar su primer disco Entre ánimas (1996), gracias al apoyo de la compañía Chrysalis (EMI-Odeon S.A.).
En la carátula del disco, la artista utiliza la “j” para escribir su nombre: Virȷ̈inia Glück, colocando además dos puntos sobre la  “j”. El uso de la “j” parece ser, en parte, un homenaje al poeta Juan Ramón Jiménez, y la diéresis sobre la jota un juego supersticioso que hace que la suma de los puntos de su nombre sea 7, número de la suerte; pero sobre todo es una manera de presentarse al público como un alma inquieta, juguetona, enigmática, extravagante, y en definitiva, “rara”; sólo apta para “oídos sin prejuicios”. Tanto la portada, con una Virjinia dormida, como las fotos interiores, dibujan un escenario marcadamente onírico (diseño de Rafa Sañudo y fotografías de Sebastián Mera).
Virjinia queda satisfecha con el resultado de este primer trabajo, ya que siente todo el apoyo de su compañía discográfica para hacer el disco como siempre soñó, sin cortapisas de ninguna clase y sintiéndose ella misma en todo momento. Destaca el respaldo de Teo Cardalda, miembro del grupo Cómplices, como productor y colaborador de lujo.
En este disco, Virjinia Glück se presenta como una cantante que sorprende por sus registros vocales y la forma en que domina su garganta. Virjinia experimenta libremente con su voz, arropada por una sorprendente orquestación a cargo de la Orquesta Filarmónica de Praga, dirigida por su padre Jesús Glück.
Todos los temas están compuestos por Virjinia Glück, música y letra. Canciones totalmente oníricas y originales, caracterizadas por un acompañamiento musical espectacular y unas letras alejadas de la rama comercial. Sus canciones, llenas de misterio, evocan mundos donde la fantasía es la principal protagonista sumergiendo a quien la escucha en su universo propio y personal, que la hacen única.
Entre ánimas es algo nuevo en el panorama musical español: una voz agudísima, operística, melodías sugerentes, orquesta clásica, desasosiegos románticos y adolescentes, brujería, amor, piano punzante, violines ebrios e hirientes, pop inquieto, cambios de ritmo y de estados de ánimo, brusquedad, ruptura de géneros, desafío. El resultado deja al oyente estupefacto. Gusta o desagrada de manera radical, pero imposible que deje indiferente. En palabras de Virjinia "la mezcla, que a mí me encanta, es la que ayuda a despertar sensaciones. Y eso es lo que yo busco". Es un disco para sentir. Virjinia reconoce que al principio puede sorprender, "pero eso es bueno porque significa que no deja indiferente y obliga al que lo oye a analizarlo, a plantearse si realmente le gusta o no".

#### Singles deEntre ánimas
- El primer tema y que da nombre al disco, Entre ánimas, será el primer sencillo. El título hace alusión a los sentimientos que afloran en el espíritu de una mujer hacia su amado, reprochándole incluso el haberla dejado morir. En el videoclip del tema Virjinia Glück aparece también como bailarina. Este hecho unido a las similitudes en su estilo vocal, hizo que algunos fanes de Kate Bush la acusasen de imitadora. Otras artistas con las que se señalan similitudes de estilo son Tori Amos, Björk, Mylène Farmer, Robert, etc.

- Su segundo sencillo, Si tú quieres, es una balada romántica. En el videoclip aparece una pálida Virjinia cuya piel se confunde con el fondo blanco destacándose su pelo rojísimo, sus labios pintados y sus grandes ojos.

- El tercer y último sencillo es El beso de Klimt, donde aparece el gusto que Virginia siente por el arte pictórico. La canción, inspirada en el cuadro de Gustav Klimt El beso, plantea la unión que puede establecerse entre una obra de arte y su espectador.

Otros temas destacados son: El cielo queda atrás, El aeróstata o La joven virgen.
El disco no tuvo gran éxito comercial.

### Una habitación propia
Cuatro años después de Entre ánimas, en abril del año 2000, sale a la luz su segundo disco titulado Una habitación propia, producido por Chrysalis (EMI-Odeon S.A.). De nuevo Virginia compone todos los temas, letra y música. Dirigen la producción Carlos Jean y Arturo Soriano.
Virginia, recupera la "g" de su nombre. En la portada Virginia luce el pelo muy corto y un vestuario con cierto aire futurista que marca su delgadez de bailarina. Destacan sus grandes ojos y labios muy pintados. El libreto está diseñado por Ipsum Planet con fotografías de Alfonso Ohnur.
Una habitación propia es un disco con canciones más frescas, a veces nostálgicas, más relajadas y tranquilas, sin el aire excéntrico dominante en su anterior trabajo, pero en la misma línea poética.
La música se hace más pop, menos barroca, más esencial, más electrónica, menos estridente. Posiblemente menos original, pero igual de mágica.
El disco supone un giro en su estilo, pero al mismo tiempo una continuidad. Sigue destacando su creatividad desbordante, su sensibilidad e imaginación sensitiva y sensual, pero se acerca más a lo cotidiano, a lo concreto y terrenal.
Virginia pretende que este disco sea divertido y vivo, con sentido del humor, pero teñido por esa pincelada de melancolía que enriquece y da valor a los buenos momentos y a los malos. Necesitaba que fuese como una prolongación de su energía.
En una entrevista realizada durante la promoción del disco Virginia se describe como una persona inquieta y curiosa, que gusta de los contrastes. Así, en Una habitación propia conviven varios estilos musicales: swing, techno, acústico, Fandango, aires latinoamericanos... Insiste, como hizo en Entre ánimas, en que su música va dedicada a “gente sin prejuicios” y reivindica que todos somos “bichos raros” pero solo unos pocos se atreven a decirlo. La mayoría de sus fanes se identifican con esto.
Para Virginia componer es como una terapia que te desnuda por dentro y por fuera, mostrando más verdad incluso que la realidad, donde todos llevamos una máscara. La poesía es la forma más concisa para expresar lo que sientes dentro, lo que es más difícil de expresar.

#### Singles deUna habitación propia
- El primer sencillo de este disco es Si te vas, una preciosa balada romántica llena de melancolía y con una letra extremadamente poética. En la música destaca la presencia del estilo de Carlos Jean. En el videoclip aparece Virginia con el pelo rojo, muy corto, dejando ver su delgado cuello de bailarina clásica. Las imágenes lentas, entrecortadas, acordes con la música. Destacan sobre todo sus grandes y expresivos ojos.

- Como segundo y último sencillo saldrá Acto de Contrición, incluyendo una versión remix del tema. Un tema que se adapta bien a la definición de “histerias” que Virginia dio de sus canciones, pues es una pequeña historia cantada, de carácter truculento. Interpretando este tema tenemos una de las pocas apariciones de Virginia en televisión que se conservan, concretamente en el XXXIII Festival de Benidorm, el 30 de junio de 2000.

Otros temas destacados son la sensual Sexy, la bailable De camino a Plutón, la romántica El hombre de mi vida o la poética Aurora, que interpretó en el programa “Música en Familia” (emitido el 1 de diciembre de 2000) y en honor de su padre Jesús Glück, director de la orquesta del programa.

#### Repercusión
Se desconoce el número de copias vendidas de este segundo álbum pero al parecer no cubrieron las expectativas de la compañía discográfica, que al parecer, no apoyó suficientemente la promoción de este segundo disco. Hay que distinguir que los miembros de Chrysalis cambiaron de un disco a otro, como se refleja en los agradecimientos de Una habitación propia, y mientras que con el primer disco la colaboración fue excelente, con el segundo surgieron algunos problemas. Y lo cierto es que hasta hoy los dos discos están descatalogados y todos sus temas ausentes en iTunes.
Todo esto hizo que Virginia decidiera tomarse un descanso de la industria discográfica, para dedicarse a otra de sus grandes pasiones, la pintura.

### Colaboración con Bunbury
Como pequeño paréntesis en su retiro, en 2004 colabora en el disco de Enrique Bunbury El viaje a ninguna parte, concretamente haciendo coros en las canciones Que no sepa tu mano izquierda lo que hace la derecha y Carmen Jones. En la posterior gira Freak Show, Enrique Bunbury invitó a Virginia a colaborar en la gira Freak Show pero por razones de salud no fue posible. Su lugar fue ocupado por Mercedes Ferrer

### Canciones de 2008
En julio de 2008, y tras un período de completo silencio, Virjinia Glück reaparece en Internet, publicando cuatro nuevas canciones en su página oficial en Myspace, en su canal oficial en Youtube y en el portal musical Last.fm. Al mismo tiempo hace públicas, por primera vez, sus pinturas.
Las cuatro nuevas canciones nos devuelven a una Virjinia Glück, que recupera la “j” en su nombre, a modo de guiño a sus fanes, los “bichos raros” de ”oídos sin prejuicios”, que la amaron desde su primer disco.
Las cuatro nuevas canciones son:
- El gato panzón

Este podría ser el título de un futuro nuevo disco, ya que la página oficial de Virjinia Glück, que aparece actualmente en construcción, nos dice: “¡Opsss! Parece que todavía no hemos acabado de montar el gato panzón...”
El gato panzón es una alocada canción de aires circenses donde Virjinia vuelve a hacer gala de su “trapecismo” vocal. En cierto sentido recuerda a El aeróstata de Entre ánimas. Una canción que no puede defraudar a sus fanes.
- Cocodrilos

Cocodrilos se presenta con ese toque melancólico propio de otros temas suyos, una letra surrealista y onírica en algunos aspectos. En la música de nuevo presencia de algunos toques circenses.
- Cruel

Cruel es un tema progresivo, oscuro y melancólico. Una vez más Virjinia alude a la muerte, al infierno, la oscuridad. Con un final impresionante, en el que destacan el piano y la voz de Virjinia.
- Yo sólo quiero que tú

Por último, Yo sólo quiero que tú es una maravillosa balada, espléndida en su desnudez. Un manejo vocal absolutamente original y valiente, un riesgo muy propio de Virjinia. Una canción extremadamente emotiva.
De nuevo, todos los temas están compuestos por ella, letra y música, y toca el piano e incluso violín y guitarra. Las canciones publicadas actualmente son maquetas (muy cercanas a lo que serían sus versiones definitivas) grabadas en el pequeño estudio que tiene en su casa.
Al parecer Virjinia Glück siente necesidad de volver, tras su descanso, al mundo de la música. Se dice que tiene material suficiente (más de 200 “histerias” guardadas en un cajón) que sólo necesita escogerse y pulirse para conformar un nuevo disco. Pero de momento Virjinia no tiene discográfica, por lo que nada se sabe sobre cuando se concretará este nuevo disco que sus fanes esperan ansiosos. La información, no es mucha ya que Virjinia, de carácter tímido, no sabe venderse muy bien, y no es hasta hace muy poco que empezó a utilizar Internet como medio de difusión de su trabajo.

### Canciones de 2009
En marzo de 2009 Virjinia Glück cuelga dos nuevas canciones en su página de Myspace:
- Fría

Canción que encaja bien en el concepto de "histeria". Relevante la presencia de la palabra "rara" y "siniestro". Canción más cercana a su primer disco que al segundo.
- No tienes ni idea

Inquietante canción de sonidos desestructurados y aires de jazz. De nuevo, presencia de lo onírico.

## Pintura y escultura
Junto a las nuevas canciones de 2008, Virjinia comparte algunas de sus pinturas, actividad artística que ha ocupado su tiempo durante su periodo de ausencia musical.
Sus pinturas recuerdan especialmente a la atmósfera de su primer disco Entre ánimas. Son imágenes lúgubres: figuras fantasmales, calaveras y extraños insectos. Los trazos son atormentados y los colores sucios, siniestros.
El 15 de septiembre de 2010, en la Galería E8 c/Villanueva, 8 de Madrid se inaugura una exposición de sus obras, pinturas y esculturas, que durará hasta el día 5 de octubre.
El título de la exposición: Promontorium somnii (el promontorio de los sueños), uno de los nombres de las montañas lunares. Es también el título de una obra de Victor Hugo que puede considerarse un claro precedente de la escritura surrealista. El tema es la imaginación y el sueño, en su relación con la creación y con la locura. El delirio y la alucinación junto con una lúcida comprensión de la vivencia onírica, temas recurrentes en la obra de Virjinia Glück.
En la crítica que hace Elena Petit para la exposición, destaca que la atmósfera y caracterización teatral y recargada de sus canciones tiene su continuación natural en las visiones fantásticas que representa ahora plásticamente. Se trata de imágenes de seres monstruosos y fantasmales que tras producir un primer impacto visual dejan translucir una serie de mensajes emocionales a través de cierta ternura e ingenuidad en las miradas y la relajación de sus poses. En líneas generales remarca la presencia de lo onírico, lo siniestro, personajes diabólicos, fantasmagóricos, aires burlescos y esperpénticos, e influjo del expresionismo.

## Cine y televisión
Atraída también por el mundo de la interpretación, Virginia probó suerte como actriz, y participó con pequeños papeles en una película y en una serie de televisión:
- 2001: Esencia de poder (Telecinco)
- 2002: El florido pensil (dirigida por Juan José Porto)

## Discografía

### Discos
- 1996 Entre ánimas
- 2000 Una habitación propia

### Colaboraciones
- 2004 El viaje a ninguna parte, de Enrique Bunbury